# Tendal da Lapa
O Tendal da Lapa é um conjunto arquitetônico localizado no bairro da Lapa, em São Paulo. O espaço oferece apresentação teatrais, oficinas, danças, esportes e músicas gratuitas, há 20 anos, ministradas por professores voluntários.
O seu Espaço Cultural, ou "A Fábrica dos sonhos" (seu primeiro batismo), iniciou suas atividades em 1989, a partir do "Grupo de Teatro Pequeno", que promoveu uma "invasão cultural" no antigo prédio. Sua oficialização aconteceu em Dezembro de 1992 mas foi tombado em 30 de junho de 2007 pelo CONPRESP (Conselho Municipal de Preservação do Patrimônio Histórico, Cultural e Ambiental da Cidade de São Paulo). Durante a década de 1940, foi um importante centro de armazenamento e distribuição de carne para a cidade de São Paulo. Atualmente, o espaço abriga um centro cultural, a subprefeitura da Lapa e serviços públicos como junta militar, atendimento da agência Lapa do IBGE e farmácia popular.

## História
A história do Tendal da Lapa está ligada ao desenvolvimento do bairro no qual está localizado. A Lapa foi uma das primeiras regiões ocupadas de São Paulo, com documentos que atestam sua habitação desde 1579 por Domingos Luís, o Carvoeiro. A região passou a ser ocupada por jesuítas e a  cultivar cana de açúcar, sendo conhecida como “fazendinha da Lapa”. Entretanto, os jesuítas não conseguiram fazer com que a terra prosperasse com a cana de açúcar, trocando-a por uma fazenda em Cubatão. Entretanto, a região possuía barro de alta qualidade, viabilizando o surgimento de olarias que juntamente ao crescimento da população foram importantes para o desenvolvimento industrial da região.
Durante o ciclo do café, uma estação da São Paulo Railway Co., que escoava a produção de café do Vale do Paraíba para o Porto de Santos, foi construída na Água Branca. A região foi escolhida por ser estratégica na ligação do centro da cidade à Campinas, Freguesia do Ó e Pinheiros. 
A chegada do trem incentivou o desenvolvimento industrial da área, sendo que uma das primeiras indústrias a se instalar na região foi o Frigorífico Amour.
Em 1938, momento no qual a região da Lapa já demonstrava desenvolvimento urbano expressivo, foi construído o Tendal da Lapa pela empresa JP Urner, operando como centro de armazenamento, fiscalização e distribuição de carnes para a cidade de São Paulo. No ano seguinte foi inaugurado o sindicato dos proprietários de açougue. Até a década de 1950, era obrigatório que as carnes passassem por um tendal municipal antes de serem distribuídas, mas com iniciativa da secretaria de higiene de São Paulo, o processo se modernizou e surgiram as casas de carne que descentralizavam a atuação do Tendal da Lapa.
Com isso, o Tendal da Lapa passou a ser utilizado pela iniciativa privada, até que na década de 1970 deixou de ser usado por conta do encerramento de sua função fiscalizadora de carnes, entrando em um período de desuso pela indústria. Durante a década seguinte, grupos culturais fizeram uso do espaço até que nos anos 1990 o Tendal tornou-se referência para iniciativas populares de cunho cultural. Sob a gestão da prefeita Luiza Erundina que conduzia a extensão do projeto das Casas de Cultura, o conjunto arquitetônico foi reconhecido como Centro Cultural Tendal da Lapa. 
No mesmo período, a subprefeitura da Lapa foi instalada no Tendal, estendendo seu uso para serviços públicos e integrando a política de descentralização implantada pela prefeita.
Em 2006, o Governo anunciou a construção de um Poupatempo no local e diversas manifestações artísticas se expressaram protestando contra a obra. 

## Arquitetura

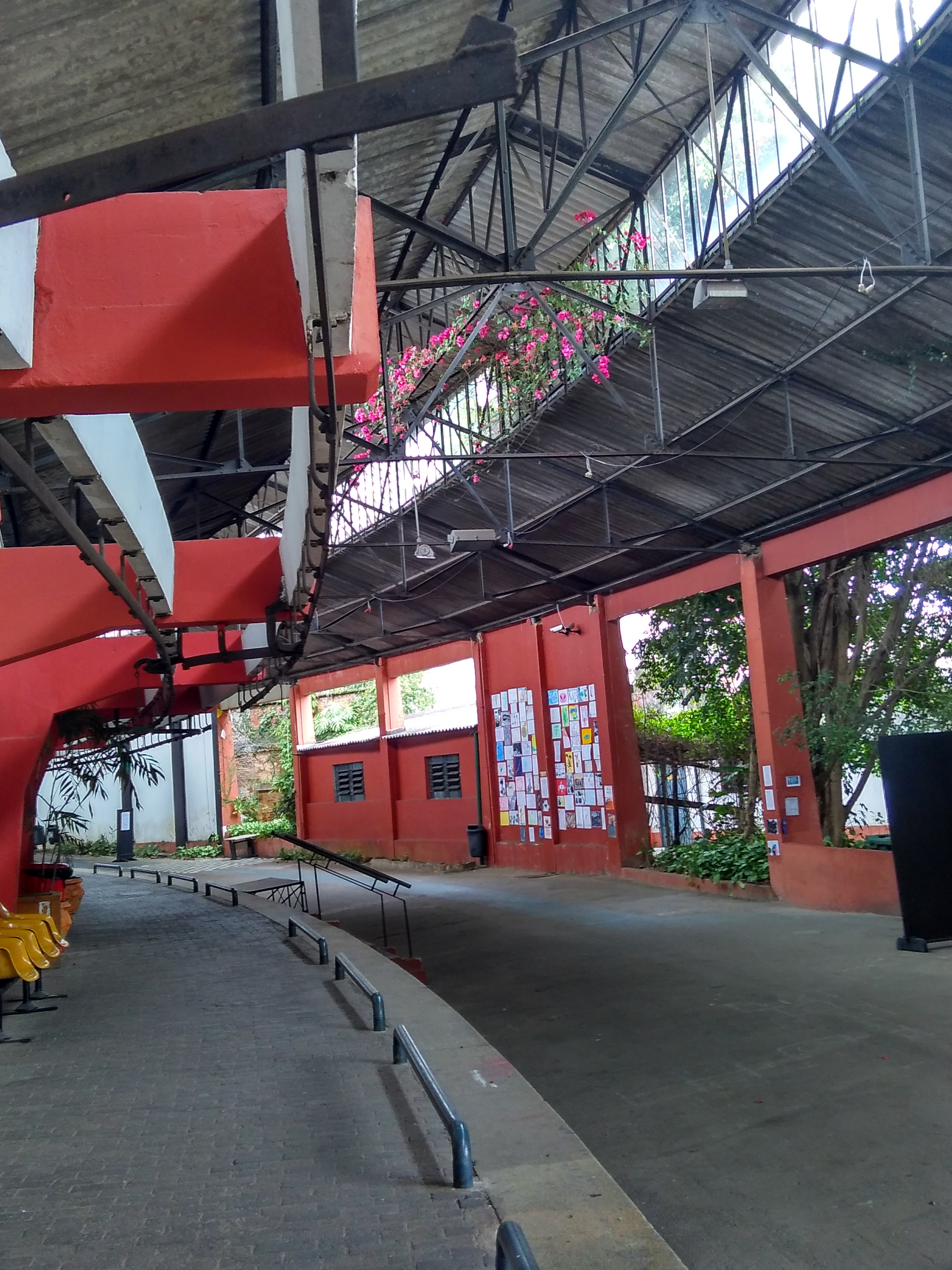
Detalhe de estrutura do Tendal da Lapa

Por conta de seu primeiro uso, a estrutura do Tendal da Lapa é altamente funcional, com espaço racionalizado a fim de promover a circulação necessária aos processos de armazenamento e distribuição de carne no início do século XX.
Sua estrutura é considerada tecnicamente inovadora para a época na qual foi construída, uma vez que faz uso de concreto pré-moldado e de treliças metálicas de suporte para as telhas de cimento amianto.
Com traços da arquitetura decó muito comum durante as décadas de 1930 e 1940 nas construções industriais, o Tendal da Lapa apresenta superfícies lisas e tendência à abstração geométrica. O conjunto têm formato predominantemente horizontal, com duas verticalidades - caixa d’água e câmara de resfriamento. Além disso, o espaço propicia uma separação entre o atual uso burocrático e cultural do conjunto arquitetônico, tendo a sua máxima cisão evidenciadas pelas diferentes entradas de acesso: a da subprefeitura pela Rua Guaicurus e a do Centro Cultural pela Rua Constança.

## Tombamento
O edifício foi tombado em junho de 2007 pelo CONPRESP (Conselho Municipal de Preservação do Patrimônio Histórico, Cultural e Ambiental da Cidade de São Paulo) por conta de seu valor histórico, arquitetônico, urbanístico e simbólico. O tombamento ocorreu enquanto José Eduardo de Assis Lefévre presidia o órgão, considerando o Tendal da Lapa uma obra de caráter singular.

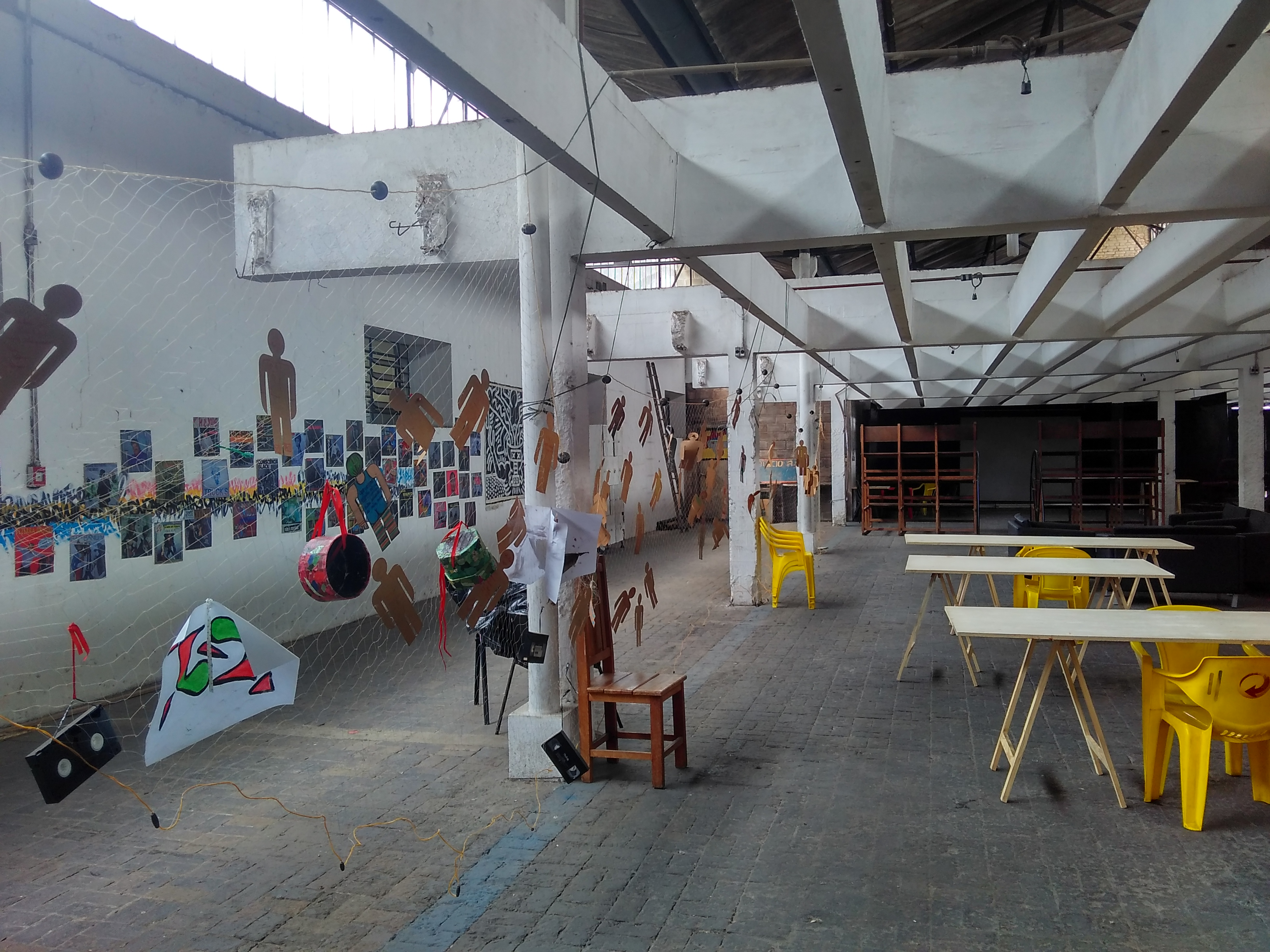
Amostra de trabalhos expostos no Centro Cultural da Lapa

A valorização de sua estrutura que evidencia a história e organização do Tendal da Lapa como centro de fiscalização e distribuição de carnes em sistema de quotas para São Paulo até a década de 1950 é uma das justificativas para o tombamento do prédio.  
O conjunto do prédio foi considerado de alto valor urbanístico por ser referência da paisagem industrial paulistana, vinculado à linha férrea da cidade. Além disso, foram consideradas as marcas de art déco no conjunto arquitetônico do prédio, típicas de obras públicas das décadas de 1930 e 1940.  
Por fim, a sua utilização como centro cultural a partir da década de 1990 atribui valor simbólico ao prédio do Tendal da Lapa, influenciando no processo de tombamento.
As diretrizes de preservação do conjunto incluem a manutenção das características estruturais do antigo frigorífico, podendo ser adaptadas desde que não haja descaracterização dos edifícios. Para as áreas do Tendal da Lapa voltadas para a Rua Constança, é estabelecido um limite máximo de construção de até cinco metros de altura, enquanto que para a região envoltória delimitada pelo documento de tombamento é de até nove metros de altura.

## Estado atual
Em 2006, o Tendal da Lapa passou da administração municipal para a estadual e estava previsto que seu espaço seria utilizado para a implantação do Poupatempo da Lapa com investimento da ordem de R$18,7 milhões. O projeto visava prestar os serviços de emissão de documentos, vinculados aos órgãos Caixa Econômica Federal, CDHU, Detran, Procon e Sabesp, entre outros.
Entretanto, o desmantelamento do Tendal da Lapa como centro de cultura não foi bem recebido pela comunidade local. Embora os outros equipamentos e serviços pudessem se beneficiar da mudança para prédios mais adequados, a desativação do Tendal e a transferência de suas atividades para outro endereço configurariam uma agressão ao patrimônio cultural da região. 
A mobilização da comunidade fez com que a Secretaria Municipal de Cultura solicitasse revisão do projeto do Poupatempo, que posteriormente foi transferido para a Rua do Curtume, próxima ao Tendal da Lapa.
Em fevereiro de 2017, o Espaço Cultural Tendal da Lapa abriu inscrições para alguns cursos gratuitos como o de dança, terapia corporal e artes plásticas, e também recebe manifestações culturais diversas - teatro, música, oficinas etc -, sendo ponto de encontro principalmente de jovens.

## Galeria

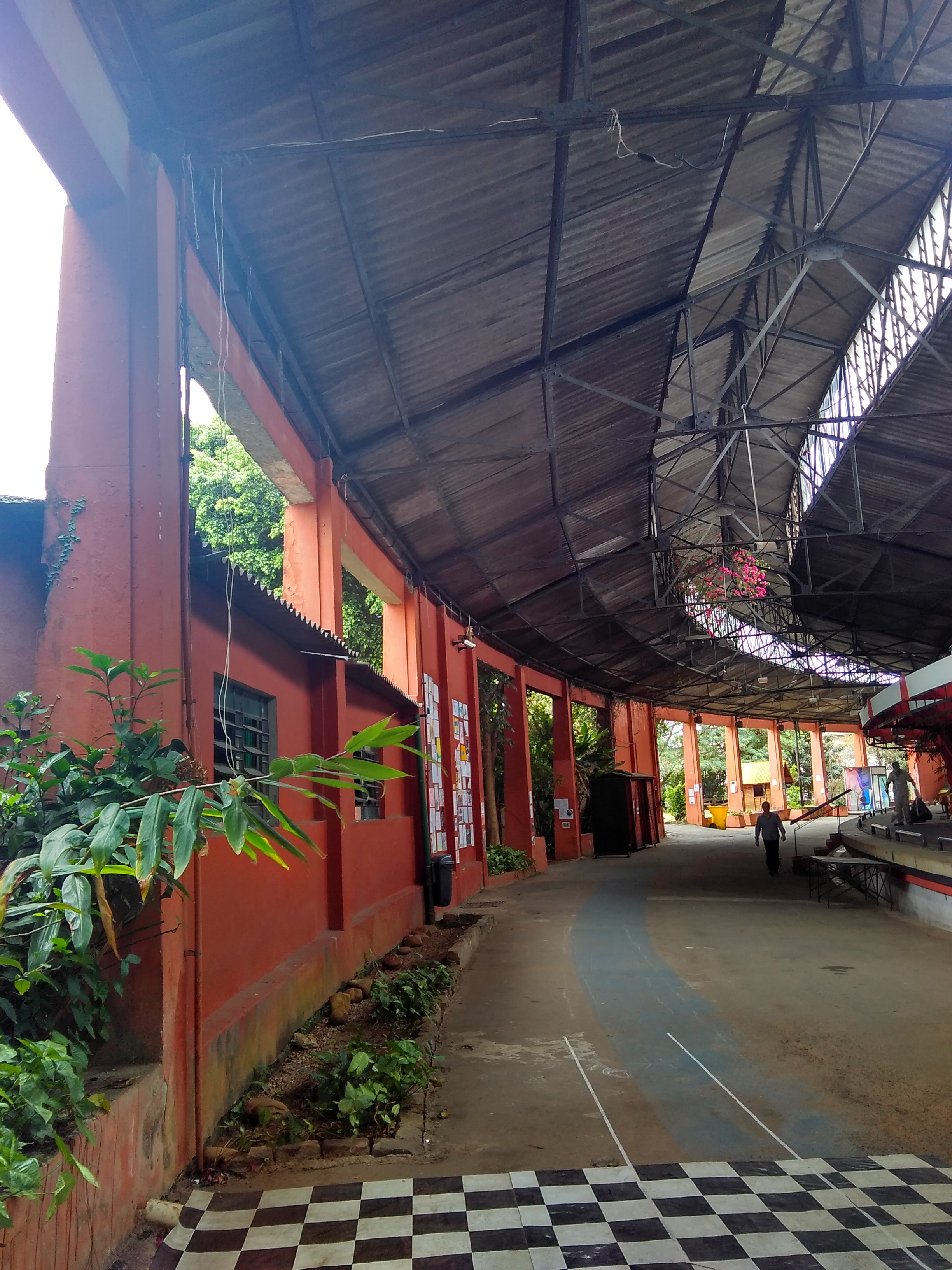
Visão interior
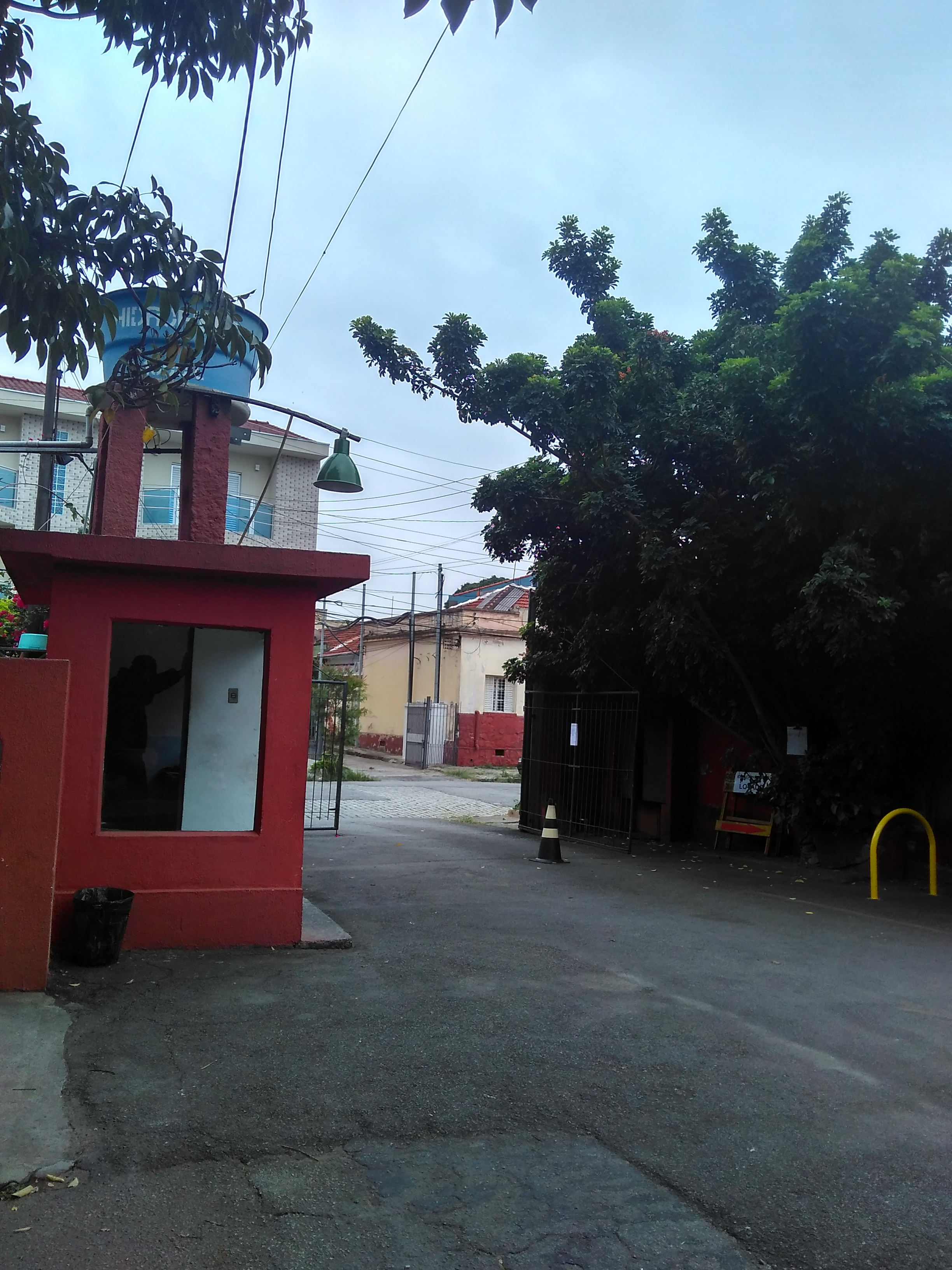
Vista da entrada pela Rua Constança
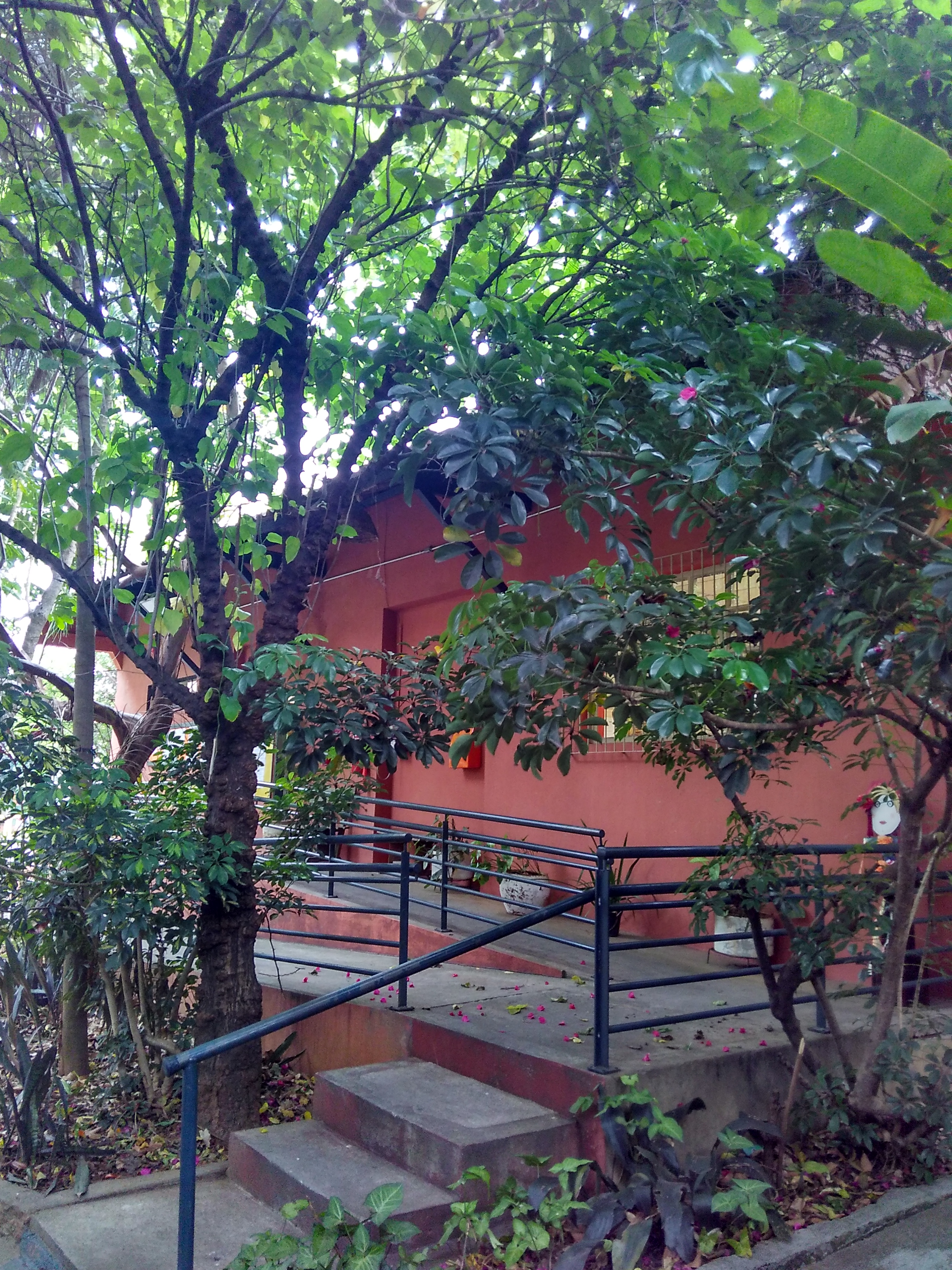
Àrea descoberta do Tendal da Lapa
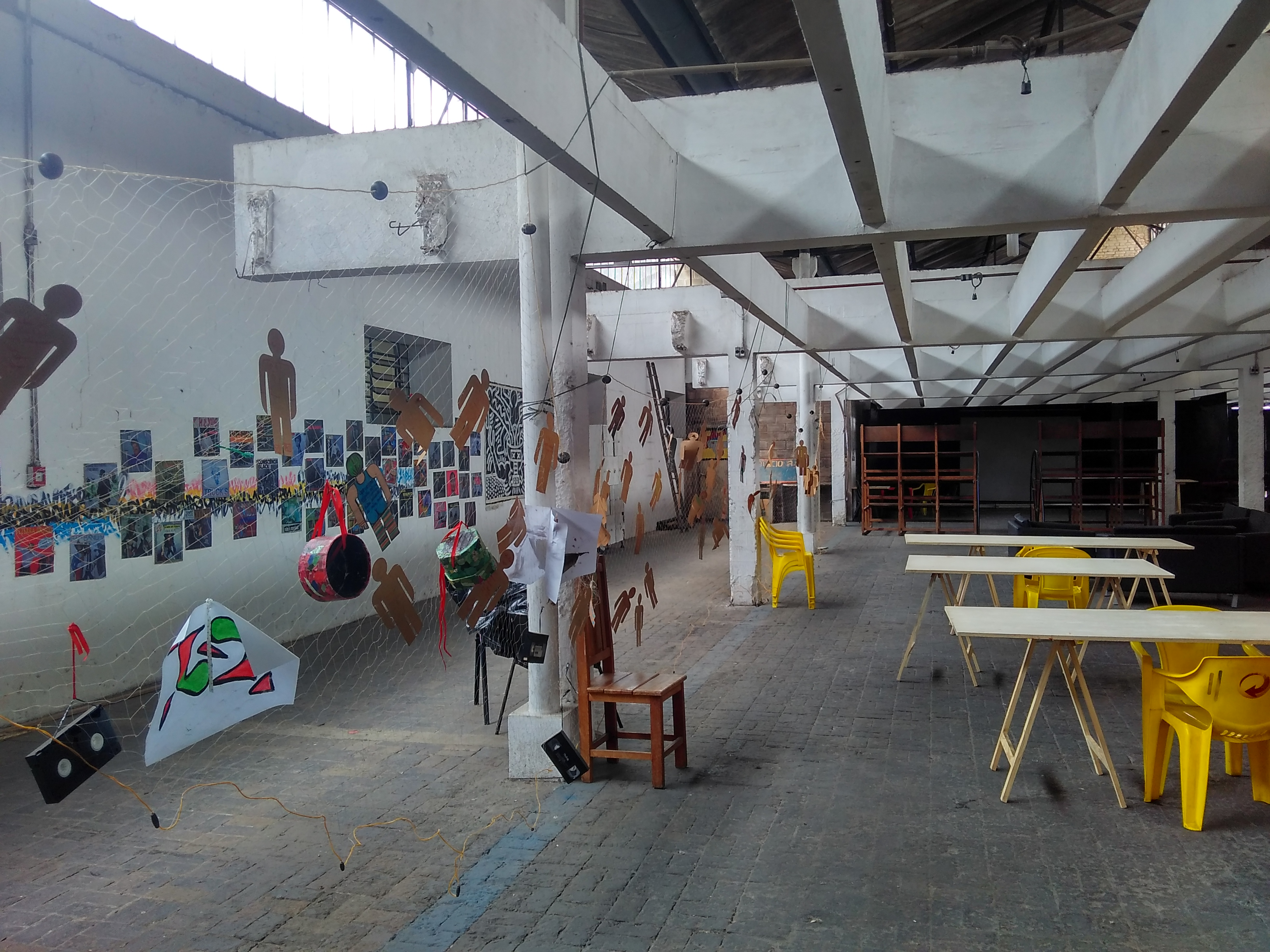
Espaço do Tendal utilizado como Centro Cultural
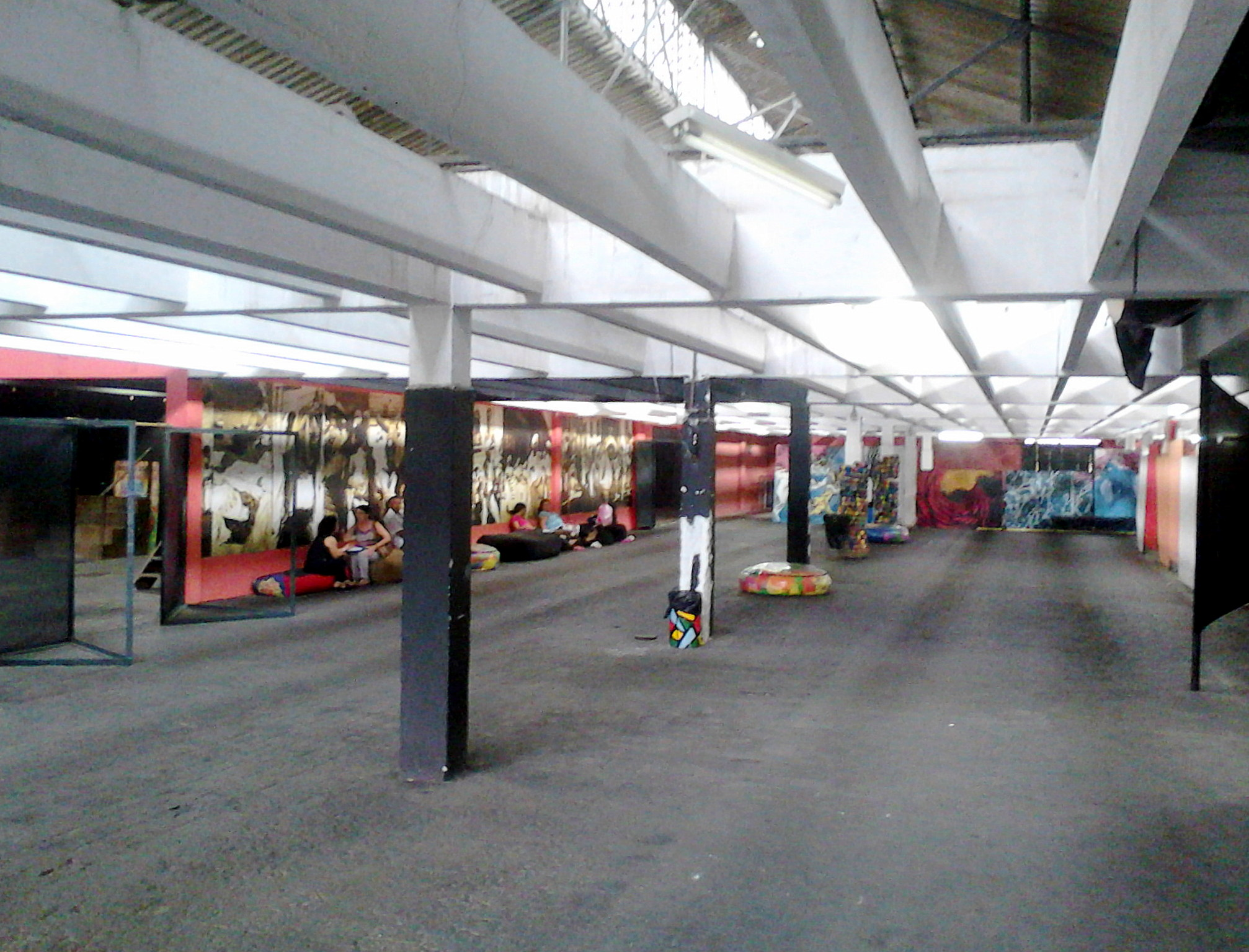
Estrutura interna do Tendal da Lapa
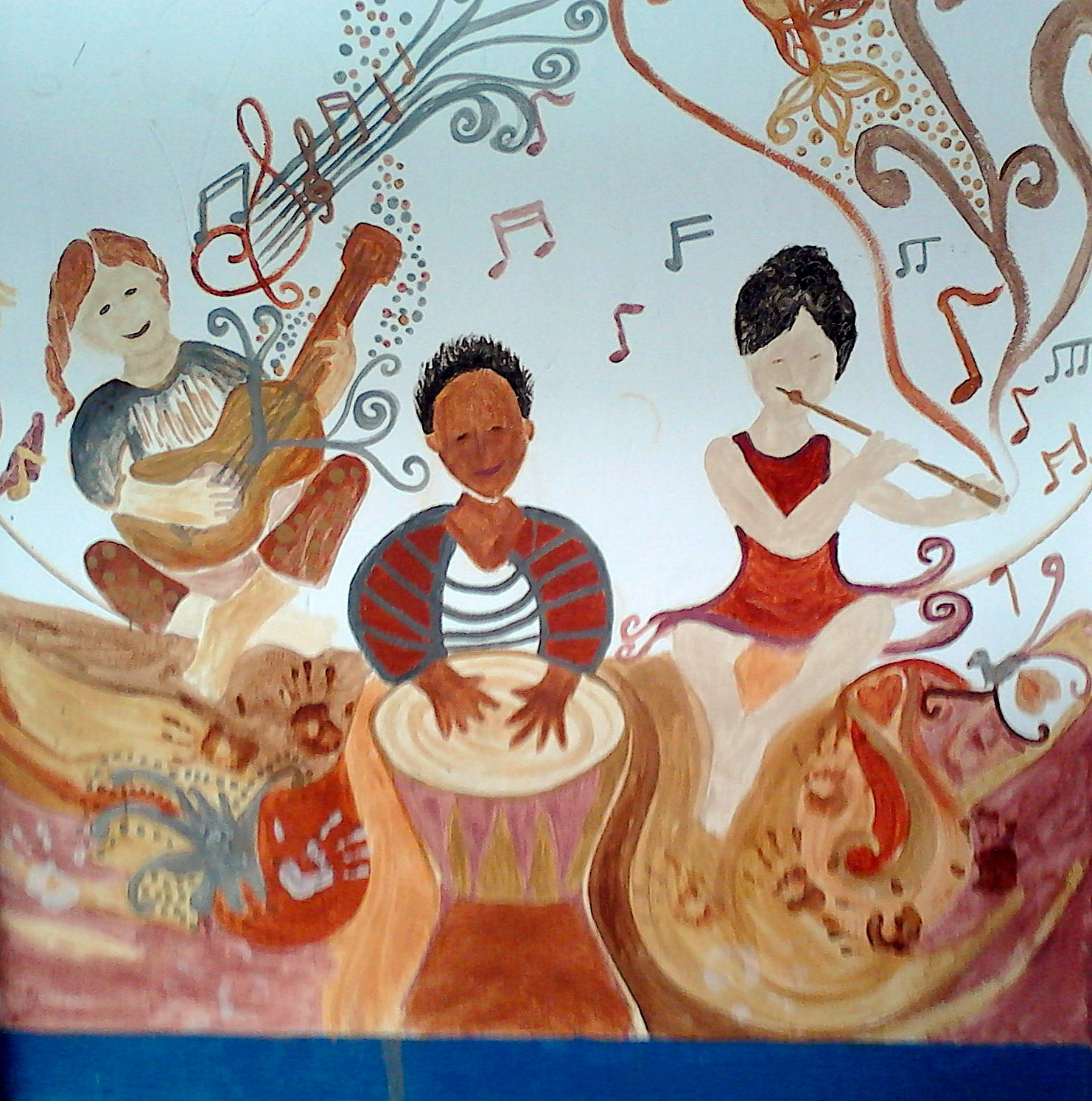
Detalhe de pintura na fachada do Tendal da Lapa
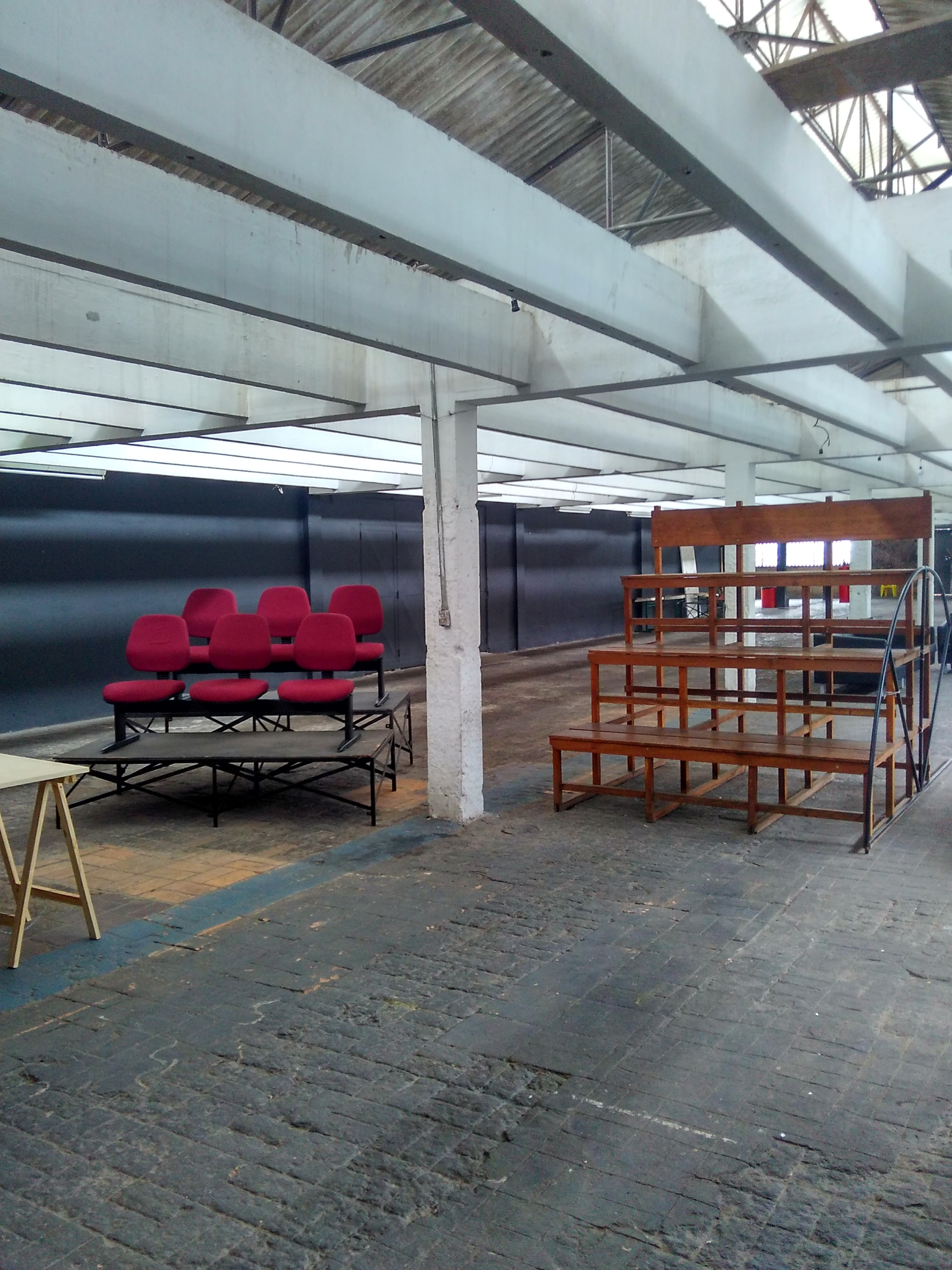
Arquibancadas do teatro
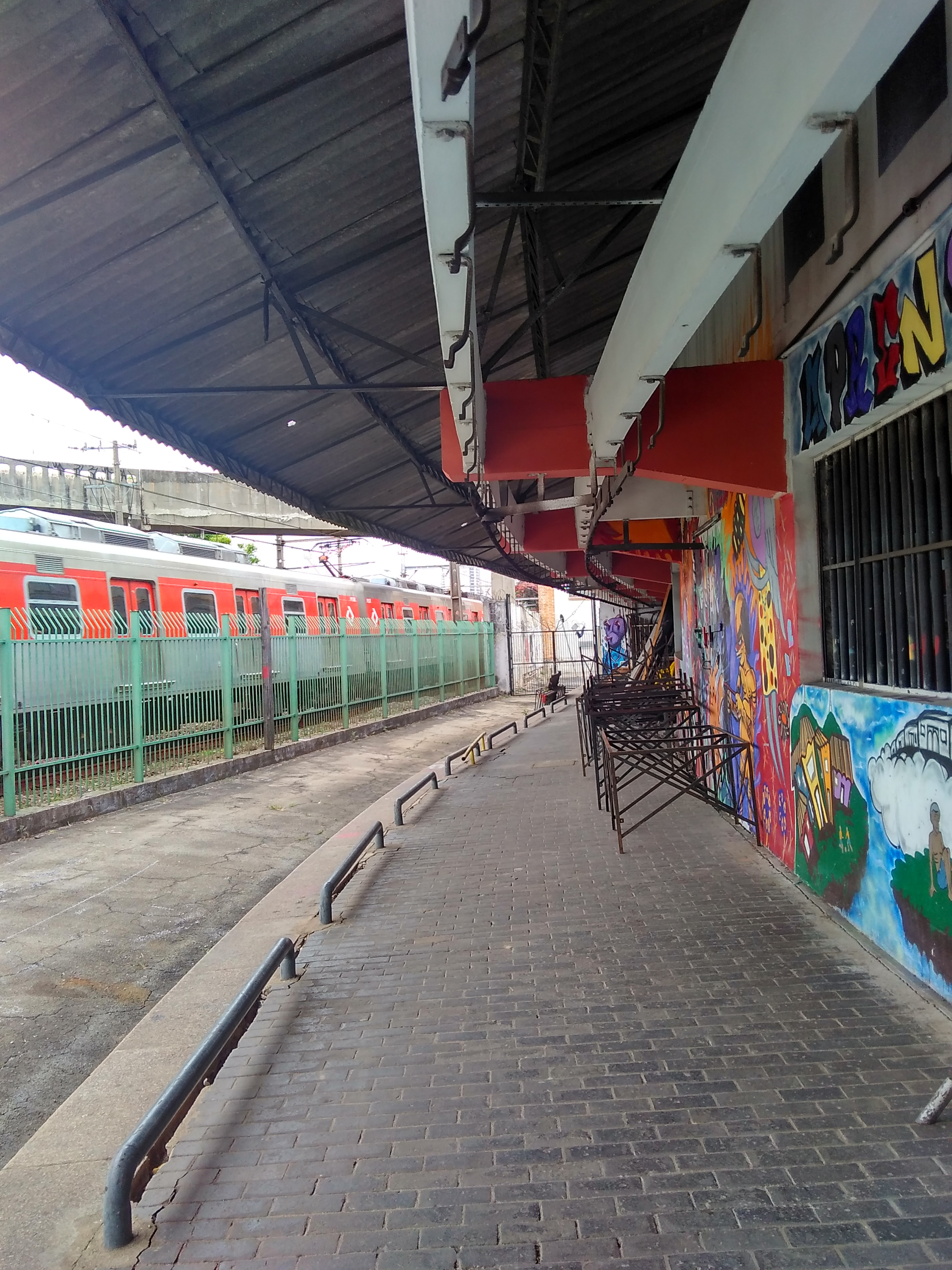
Vista do trem da Linha Diamante da CPTM contígua ao Tendal da Lapa
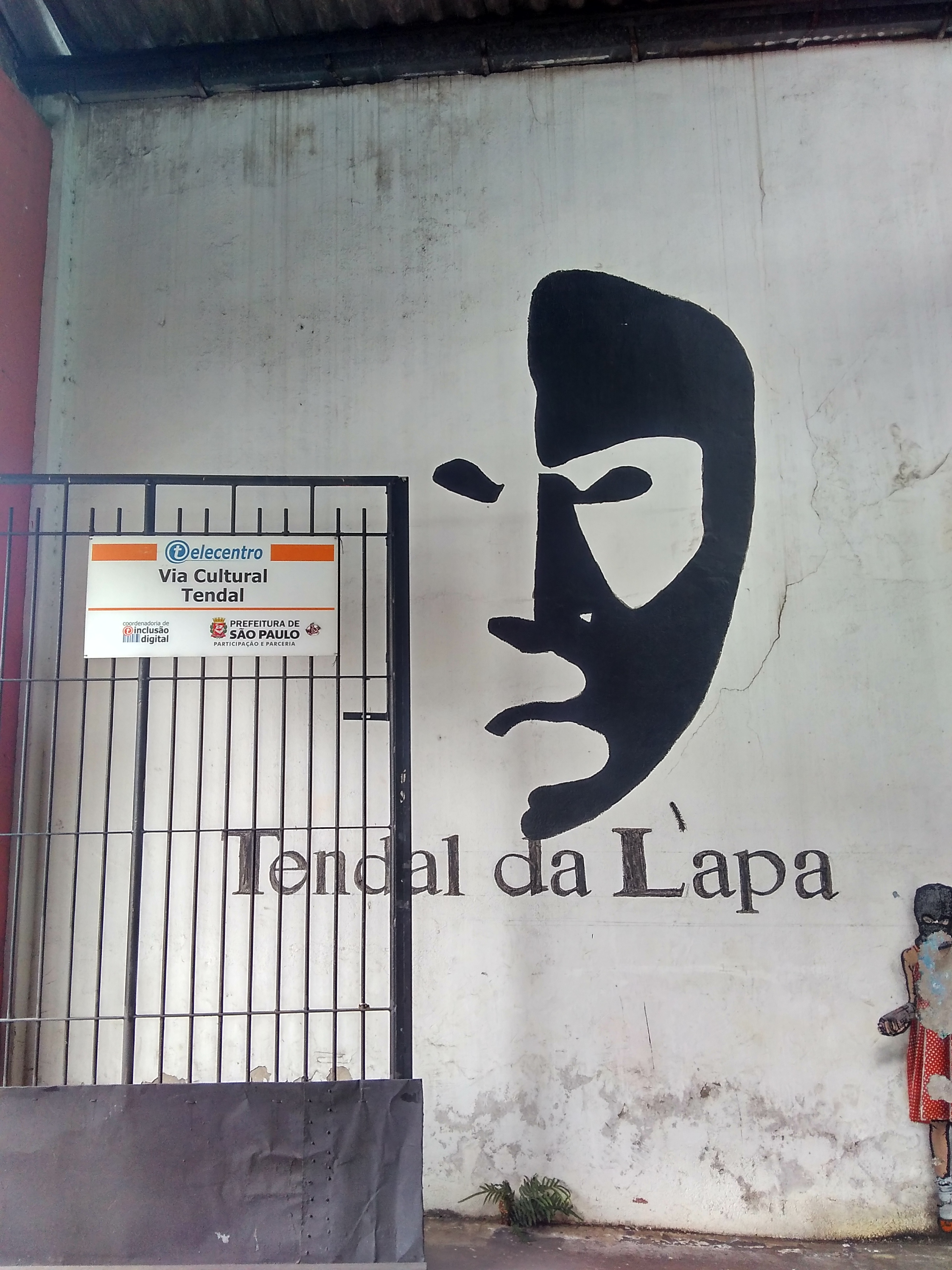
Entrada do Tendal da Lapa pela Rua Guaicurus
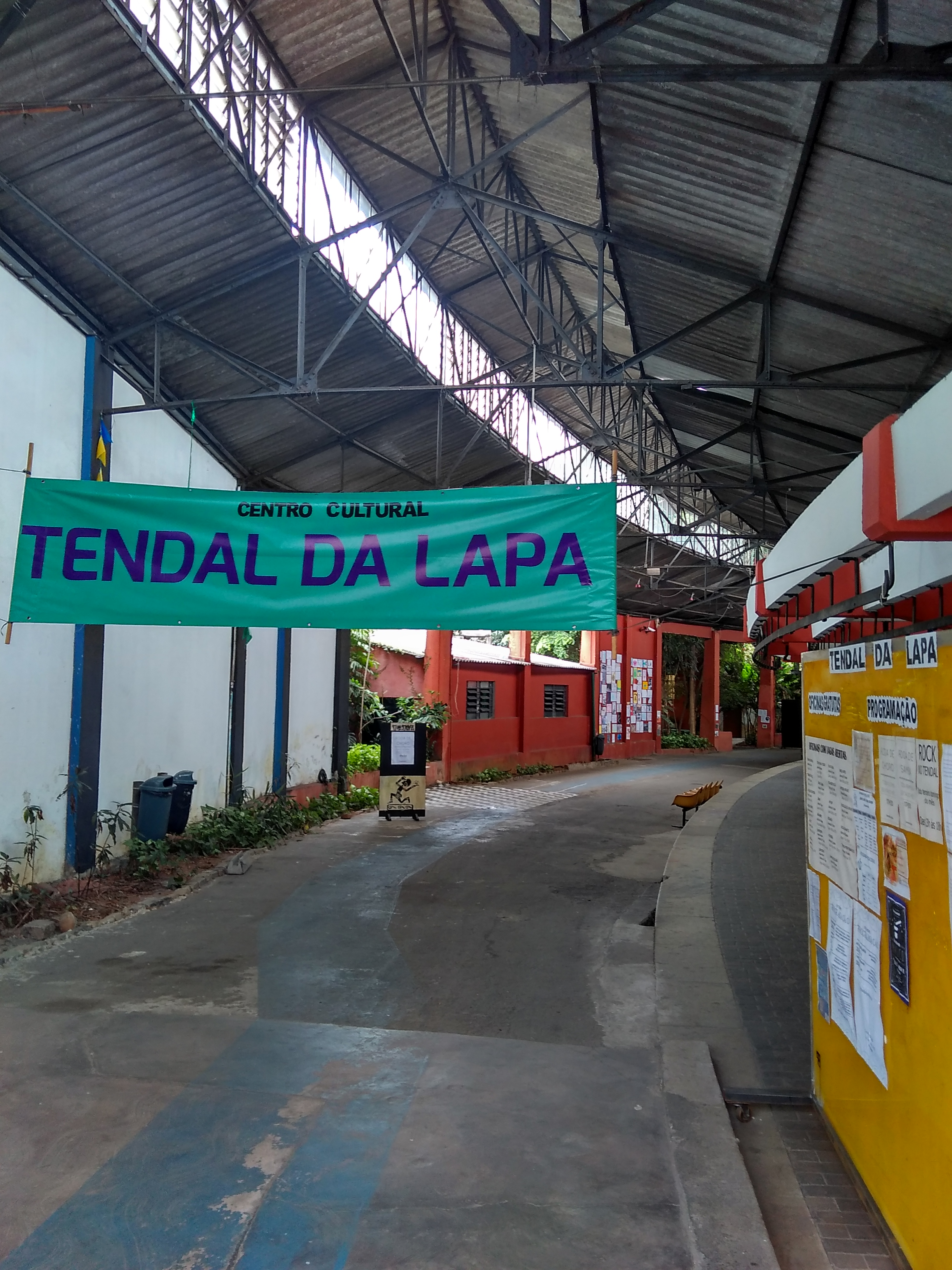
Vista da entrada pela Rua Guaicurus
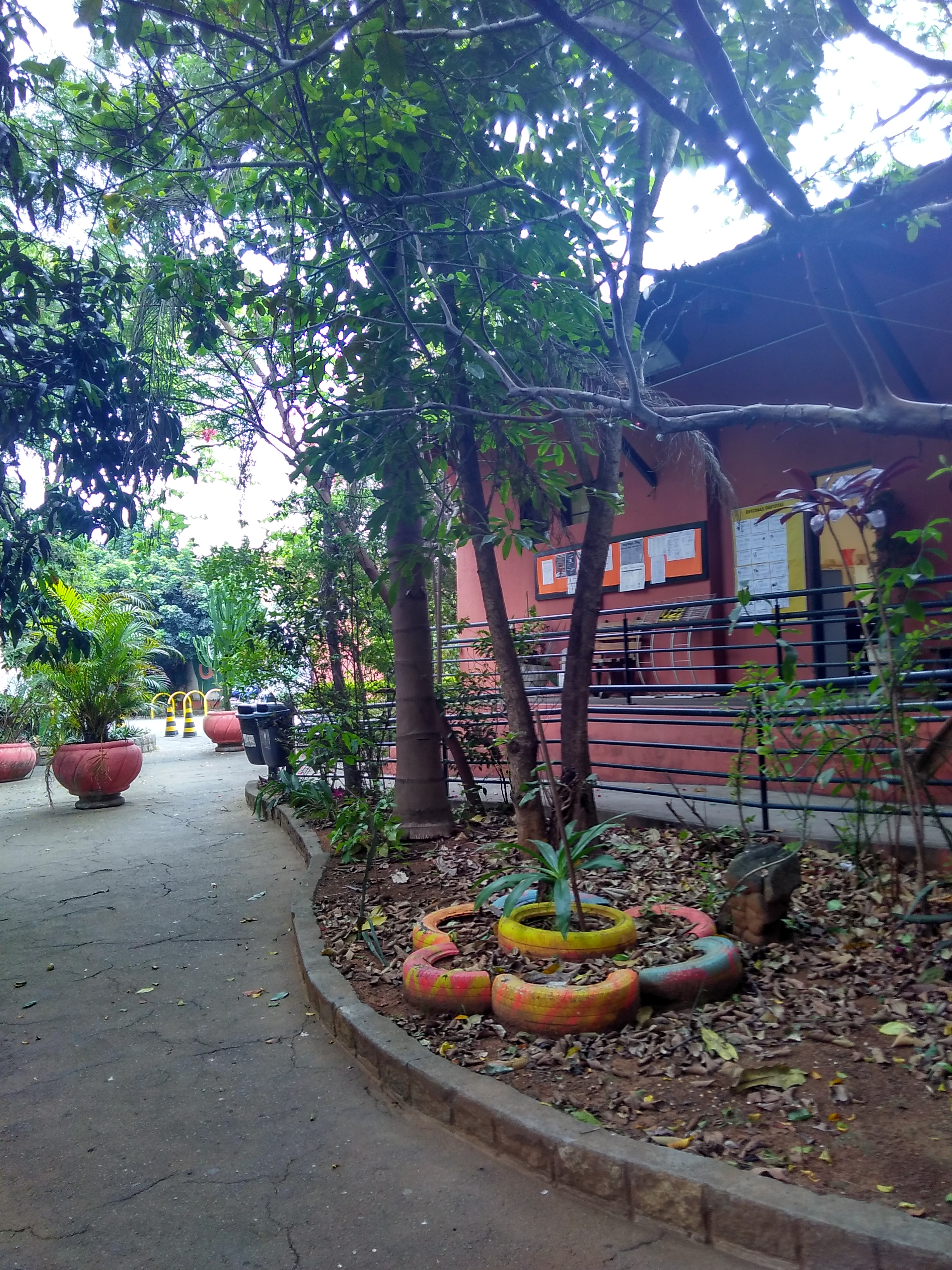
Àrea descoberta do Tendal da Lapa
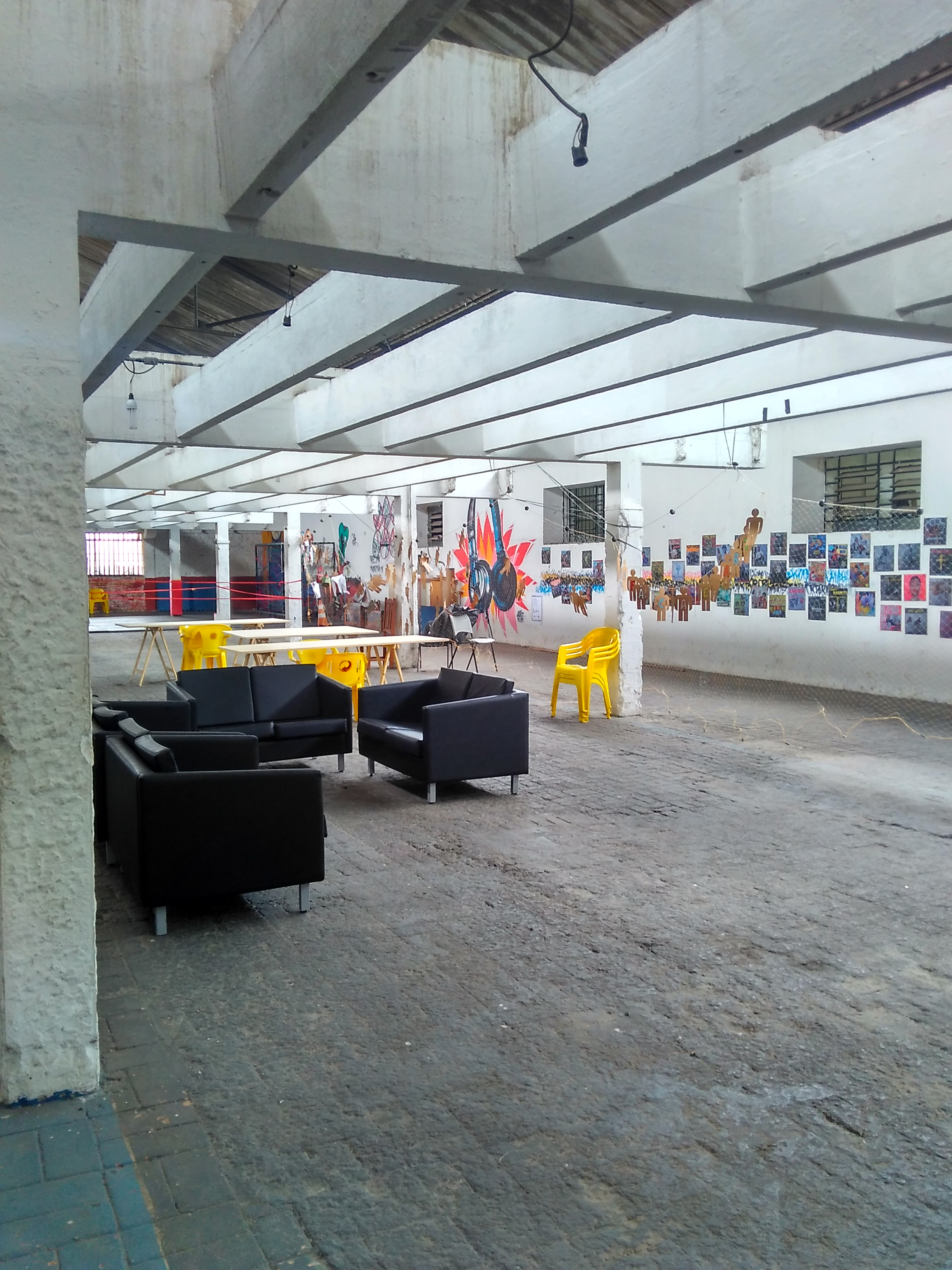
Vista do interior do Centro Cultural
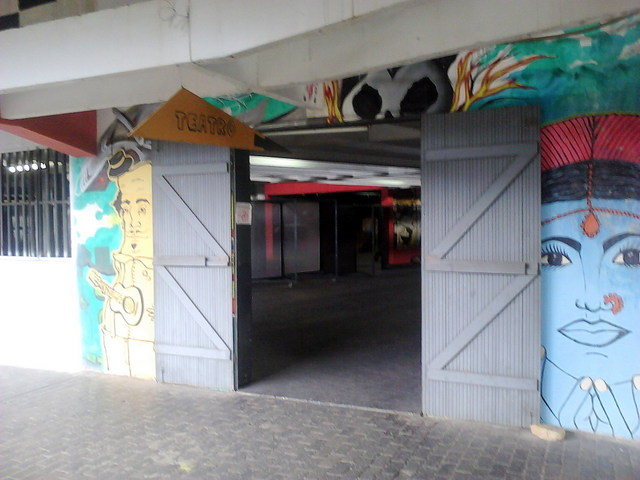
Entrada do teatro do Tendal da Lapa
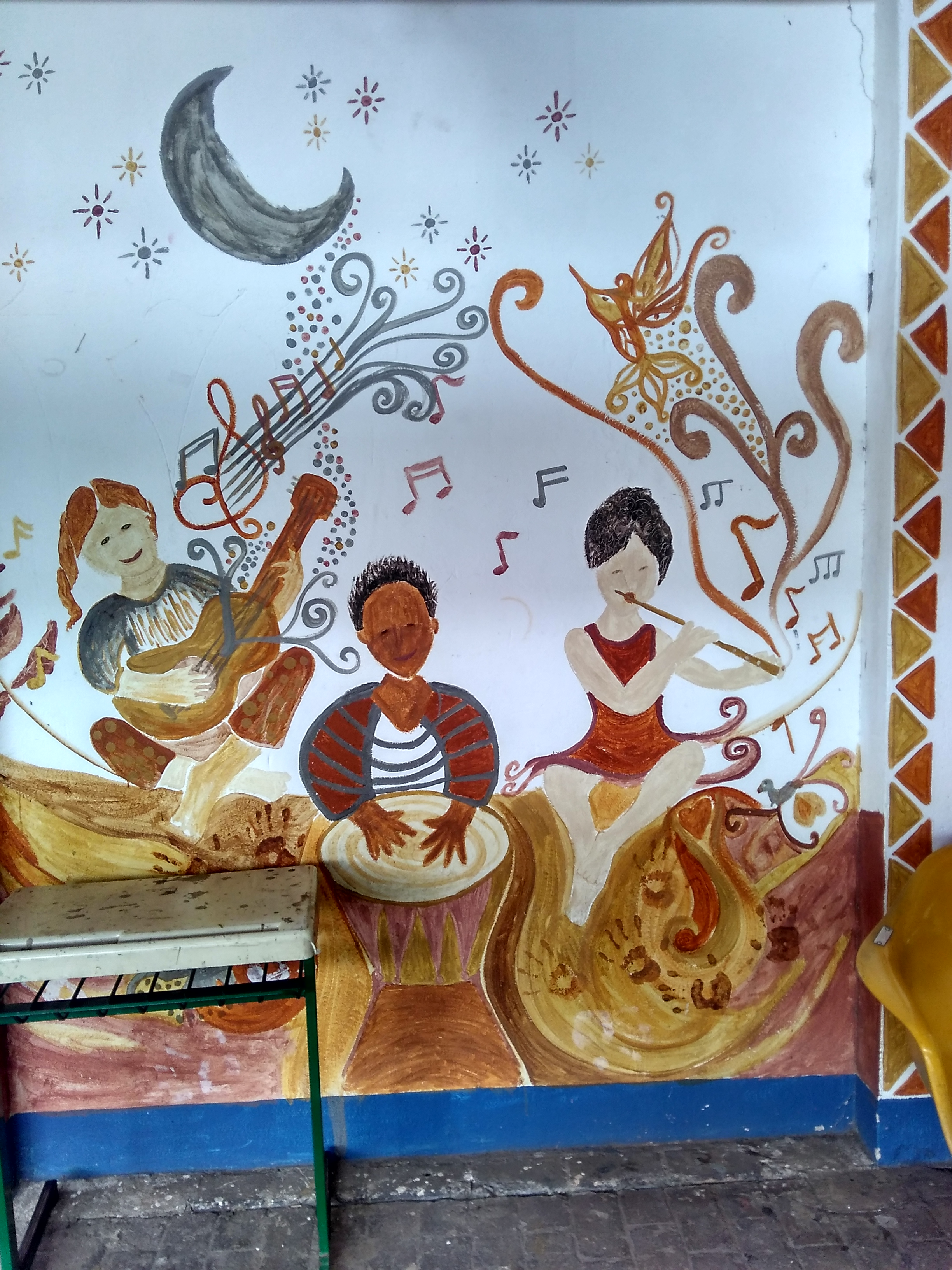
Detalhe de pintura na fachada do Tendal da Lapa